# HD82154
HD82154 — хімічно пекулярна зоря спектрального класу
B9 й має видиму зоряну величину в смузі V приблизно  8,6.

## Пекулярний хімічний склад
Зоряна атмосфера HD82154 має підвищений вміст 
Si
.